# Jean-Bosco Ntep
Jean-Bosco Ntep (ur. 3 kwietnia 1951 w Hikoamaen) – kameruński duchowny katolicki, biskup diecezji Edéa od 2004.

## Życiorys
Święcenia kapłańskie otrzymał 25 marca 1979.

## Episkopat
22 marca 1993 papież Jan Paweł II mianował go biskupem pomocniczym Eseki. Sakrę otrzymał 4 lipca 1993.
15 października 2004 został biskupem ordynariuszem diecezja Edéa, obejmując urząd po arcybiskupie Simon-Victor Tonyé Bakot.